# Endine Gaiano
Endine Gaiano [ˈɛndine ɡaˈjaːno] (Ènden Gaià [ˈɛndɛn ɡaˈja] in dialetto bergamasco) è un comune italiano sparso di 3 440 abitanti della provincia di Bergamo in Lombardia.
Situato in Val Cavallina, sulla destra orografica degli omonimi laghi, dista circa 32 chilometri a nord-est dal capoluogo orobico.

## Geografia fisica

### Territorio
Endine Gaiano è il comune posto più a monte della Val Cavallina.
La valle e il lago di Endine si sono formate in secoli di erosione da parte di ghiacciai.
Endine Gaiano è circondato a nord dal monte Sparavera (1369 m) e a sud dal lago omonimo e dal monte Torrezzo (1378 m) e dal monte Sicolo (1273 m.)

## Storia
Recenti studi collocherebbero le origini del paese in epoca romana, come si può dedurre da alcune piccole tracce lasciate dai Romani stessi e dal toponimo Palate = Palat (Palatium) di una località posta tra Fanöf e la Roa e dallo stesso aggettivo Gaiano (da cui Piangaiano). Tuttavia alcune ipotesi vorrebbero far risalire la nascita dei primi agglomerati urbani addirittura all'età etrusca, anche se al riguardo mancano riscontri concreti.
Il territorio comunale in epoche successive fu interessato dal passaggio dei Longobardi prima e dei Franchi poi, epoca a cui risale il primo documento scritto che attesta l'esistenza del paese: redatto nell'anno 1032, menziona l'esistenza di un castello. Quest'ultimo era uno dei tanti edifici costruiti per difendere il territorio dalle numerose incursioni perpetrate dalle fazioni dei guelfi e dei ghibellini, interessati ad acquisirne il predominio.
I borghi di Endine e di Gaiano erano infatti posti in una posizione strategica, tra il termine della valle Cavallina e l'imbocco della Val Camonica, rendendoli appetibili a chiunque volesse acquisire il predominio sulla vallata.
A questa situazione pose fine l'arrivo della Repubblica di Venezia che, a partire dall'inizio del XV secolo, attuò una lungimirante politica in ambito sociale ed economico. Seguirono poi le dominazioni francese e austriaca senza interessare direttamente il borgo.
Il comune di Figadelli (dal 1925 denominato San Felice al Lago, e dal 1928 unito a Endine Gaiano), già inserito nel cantone di Endine nell'aprile 1797 (legge 17 aprile 1797), fu unito a Monasterolo nel marzo 1798 (legge 11 ventoso anno VI a).

### Simboli
Lo stemma e il gonfalone sono stati concessi con regio decreto del 26 febbraio 1934
dove lo stemma è blasonato:
Il gonfalone è un drappo di azzurro.

## Monumenti e luoghi d'interesse
Il luogo di maggior richiamo è senza dubbio il lago che prende il nome dal paese stesso: meta turistica, può offrire al visitatore la pratica di attività sportive quali pesca, escursioni in barca, windsurf e trekking, ma anche semplici passeggiate. Numerose sono le possibilità di svago, tra cui spiagge ed i rinomati ristoranti disseminati lungo il litorale lacustre. Poco distante è presente anche il Lago di Gaiano o pozza di Piangaiano (in lingua locale "poha de Piangaià"), dalle dimensioni molto più contenute.
Numerosi sono gli edifici che caratterizzano il territorio comunale, alcuni dei quali riportano la mente all'epoca medievale, in cui il paese si dotò di elementi di difesa: è il caso del castello, del quale restano alcuni resti inglobati in costruzioni dei secoli successivi e della torre che venne inglobata nella torre campanaria della chiesa parrocchiale di Endine.

### Architetture religiose
Questa, molto caratteristica, dedicata a San Giorgio, è menzionata in documenti del 1260, anche se presenta rifacimenti sostanziali avvenuti nei secoli seguenti. Al proprio interno custodisce opere di valore: tra tutte spiccano l'altare maggiore eseguito dalla famiglia Fantoni, e i dipinti di Domenico Carpinoni (La Madonna Assunta, San Rocco, San Remigio e San Sebastiano) e di Gian Paolo Cavagna.
Su un altare laterale a destra è collocata la statua lignea raffigurante san Remigio, vescovo di Reims, nell'atto di battezzare Clodoveo, re dei Franchi.
Sempre in ambito religioso, spicca la chiesa di San Remigio.
Edificata nei pressi del lago nel XV secolo, venne ricostruita e ingrandita due secoli più tardi a ringraziamento dopo l'ondata di peste del 1630, e anch'essa conserva dipinti del Carpinoni, tra cui spicca una Madonna con Bambino in trono ed i Santi Remigio e Alessandro.
Nella metà dell'Ottocento venne dotata di un porticato neoclassico che ha alterato la sobria eleganza della facciata seicentesca. Nel 2010 la parrocchia di San Giorgio, alla quale appartiene la suddetta chiesa, commissiona un progetto di ristrutturazione interna ed esterna. I lavori dovrebbero iniziare nella primavera del 2011, dopo aver acquisito le ultime autorizzazioni da parte delle competenti Autorità preposte.
Degne di nota sono anche la chiesa parrocchiale della frazione San Felice al Lago che, dedicata a san Michele, secondo la tradizione conserva le reliquie del santo protettore, nonché alcuni arredi di buona fattura, la vecchia parrocchiale dedicata alla Trinità che domina la località Rova alta e la chiesa parrocchiale di Valmaggiore in stile neo-romanico, intitolata a San Giovanni.

## Società

### Evoluzione demografica
Abitanti censiti

## Geografia antropica

### Frazioni
Ecco l'elenco completo delle frazioni:
- Endine (sede comunale);
- San Felice al Lago;
- Valmaggiore;
- Rova;
- Pura;
- Piangaiano.

## Infrastrutture e trasporti
Fra il 1908 e il 1931 la località ospitò una fermata lungo la tranvia della val Cavallina.
Nel territorio comunale passa la Strada statale 42 del Tonale e della Mendola.

## Amministrazione
| Periodo        | Periodo        | Primo cittadino   | Partito                                | Carica  | Note   |
| -------------- | -------------- | ----------------- | -------------------------------------- | ------- | ------ |
| 23 aprile 1995 | 13 giugno 1999 | Ernestino Gualeni | Lista civica-Centro                    | Sindaco | [ 12 ] |
| 13 giugno 1999 | 14 giugno 2004 | Pietro Scarsi     | Lista civica                           | Sindaco | [ 12 ] |
| 14 giugno 2004 | 7 giugno 2009  | Angelo Pezzetti   | Lista civica Continuare per migliorare | Sindaco | [ 12 ] |
| 7 giugno 2009  | 25 maggio 2014 | Angelo Pezzetti   | Lista civica Continuare per migliorare | Sindaco | [ 12 ] |
| 25 maggio 2014 | in carica      | Marco Zoppetti    | Lista civica Continuare per migliorare | Sindaco | [ 12 ] |